# Émeute de Baltimore
Pour les événements de 2015, voir Émeutes de 2015 à Baltimore.
L'émeute de Baltimore, aussi connue sous le nom d'émeute de Pratt Street ou du massacre de Pratt Street, est un évènement qui se produisit le 19 avril 1861 à Baltimore dans le Maryland et qui opposa des partisans des États confédérés à des troupes de l'United States Army. Douze civils et quatre soldats furent tués lors de cette émeute.